# 국제 복싱 협회
국제 복싱 협회(國除―協會, 프랑스어: Association Internationale de Boxe Amateur; AIBA)는 세계 아마추어 권투 대회와 관련 타이틀의 관리 및 올림픽 복싱을 관장하는 국제 단체이다. 국제 복싱 연맹(IBF)와는 구분되는 별개의 단체이다.

## 역사
앤트워프에서 개최된 1920년 하계 올림픽에서 벨기에, 브라질, 잉글랜드, 프랑스의 대표들이 모여 권투를 관장하는 국제 단체인 국제 아마추어 복싱 연맹(FIBA)의의 창설을 논의하였다. 그 직후인 8월 24일 공식적인 조직이 출범하였으며, 세계 아마추어 권투 선수들을 위한 국제 대회가 창설되었다.
1946년 11월, 제2차 세계 대전 중 일부 연맹들의 신중치 못한 행위로 인해 낮아진 연맹의 위상을 제고하기 위해 새로운 연맹의 창설이 필요하다는 데에 몇몇 국가의 연맹들이 의견을 함께 했다. 이에 따라 잉글랜드 아마추어 복싱 협회는 FIBA와의 관계를 청산하고 프랑스 복싱 연맹과 함께 국제 아마추어 복싱 협회(AIBA)를 창설하였다.
60여 년이 지난 현재 국제 권투 연합은 올림픽 복싱 종목을 담당하는 대표 기구이다. 현재는 창설 당시 명칭에서 ‘아마추어’라는 단어를 제외하였지만, 약칭은 최초와 마찬가지로 AIBA로 쓴다. 오늘날 아마추어 복싱은 세계 5개 대륙에서 모두 행해지고 있으며 각 대륙별 세계 대회가 존재한다. 또한 AIBA는 월드컵 및 세계 선수권 대회도 주관하고 있다. 복싱 월드컵은 2005년부터 시작되었다
2010년 현재 회장은 우칭궈이며, 2006년부터 재임해오고 있다.

## 대회
- 복싱 월드컵

## 같이 보기
- 발 바커 트로피